# Giacinto Prandelli
Jacint Prandelli. (Lumezzane, província de Brescia, 8 de febrer, 1914 - Milà (Llombardia), 14 de juny, 2010), va ser un tenor operístic italià, especialment associat amb els repertoris italià i francès.
Jacint, era el més jove de vuit germans. El seu pare, Giovanbattista, era propietari d'una indústria metal·lúrgica d'èxit, i la seva mare, Maria, era mestressa de casa. El 19 de setembre de 1946 es va casar amb Anna Maria Ponticelli a S. Croce de Milà.

## Biografia
Nascut a Lumezzane, Itàlia, Prandelli va cantar de nen en un cor de l'església. Va estudiar a Roma amb Fornarini, i a Brescia amb Grandini, i va debutar en escena al Teatre Donizetti de Bèrgam, com Rodolfo, el 1942.
Va debutar a l'Òpera de Roma el 1943, com Alfredo, després va actuar a Bolonya, Gènova, Florència, Càller, Palerm, Catània, i va debutar a Milà, al Teatre Lirico, com a Rinuccio, el 1944. Va cantar la part de tenor solista a la Simfonia núm. 9 de Beethoven, amb Arturo Toscanini el 1946.
A principis dels anys 50 va començar una carrera internacional, actuant a Montecarlo, Barcelona, Lisboa, Buenos Aires. Va fer el seu debut a l'Òpera Metropolitana el 1951, el seu debut a l'Òpera de San Francisco el 1954 i l'Òpera lírica de Chicago el 1956.
Va destacar en papers de lletres italianes i franceses, com ara; Edgardo, duc de Màntua, Alfredo, Enzo, Rodolfo, Pinkerton, Cavaradossi, des Grieux, Werther, Faust de Gounod i Boito, etc. També canta en moltes obres contemporànies d'Alfano, Wolf-Ferrari, Menotti, Respighi.
L'última aparició de Prandelli va ser l'any 1976 com a Paolo a Francesca da Rimini al "Teatro Grande" de Brescia. Es pot escoltar en una sèrie d'enregistraments, en particular; La bohème, Fedora, Adriana Lecouvreur, Francesca da Rimini. Va aparèixer en una producció televisiva (RAI) de Manon Lescaut, al costat de Clara Petrella el 1956.
La companyia musical italiana Azzali Editori, Via Massimo D'Azeglio 76/A, 43100 Parma va publicar l'any 2003 una vida completa de 303 pàgines de Prandelli: "GIACINTO PRANDELLI, Del Recitar Cantando...", de Cornelia Pelletta. El text és en italià, amb 40 pàgines de fotografies, i un CD digital remasteritzat inserit, Giacinto Prandelli cantant 18 àries de L'Elisir d'Amore, Rigoletto, Luisa Miller, Lohengrin, Werther, Manon, La Gioconda, La Bohème, Adriana Lecouvreur, Fedora, Francesca da Rimini, Manon Lescaut i Tosca." El llibre es va presentar a la Scala de Milà en presència del mateix Prandelli sis anys abans de la seva mort el 2010.

## Discografia
Enregistraments d'estudi

- Fedora, amb Maria Caniglia, Scipio Colombo, dir. Mario Rossi - Cetra 1950
- Francesca da Rimini, amb Maria Caniglia, Carlo Tagliabue, dir. Antonio Guarnieri - Cetra 1950
- La bohème, amb Renata Tebaldi, Giovanni Inghilleri, Hilde Gueden, Raffaele Arié, dir. Alberto Erede - Decca 1951
- Adriana Lecouvreur, amb Carla Gavazzi, Mitì Truccato Pace, Saturno Meletti, dir. Alfredo Simonetto - Cetra 1951
- Lucia di Lammermoor, amb Renata Ferrari-Ongaro, Philip Maero, Norman Scott, dir. Jonel Perlea - Remington 1951
- Manon (DVD, in ital.), amb Rosanna Carteri, Afro Poli, dir. Vittorio Gui - video-Rai 1952 ed. VAI/GOP (solo audio)
- La rondine, amb Eva de Luca, Ornella Rovero, Vladimiro Pagano, dir. Federico Del Cupolo - HMV 1953
- Amelia al ballo, amb Margherita Carosio, Rolando Panerai, Maria Amadini, dir. Nino Sanzogno - HMV 1953-54
- Il tabarro, amb Tito Gobbi, Margaret Mas, Miriam Pirazzini, Piero De Palma, dir. Vincenzo Bellezza - HMV 1955
- Mefistofele, amb Boris Christoff, Orietta Moscucci, dir. Vittorio Gui - HMV 1956
- Manon Lescaut (DVD), amb Clara Petrella, Enzo Sordello, dir. Angelo Questa - video-Rai 1956

Incisioni in studio

- Fedora, amb Maria Caniglia, Scipio Colombo, dir. Mario Rossi - Cetra 1950
- Francesca da Rimini, amb Maria Caniglia, Carlo Tagliabue, dir. Antonio Guarnieri - Cetra 1950
- La bohème, amb Renata Tebaldi, Giovanni Inghilleri, Hilde Gueden, Raffaele Arié, dir. Alberto Erede - Decca 1951
- Adriana Lecouvreur, amb Carla Gavazzi, Mitì Truccato Pace, Saturno Meletti, dir. Alfredo Simonetto - Cetra 1951
- Lucia di Lammermoor, amb Renata Ferrari-Ongaro, Philip Maero, Norman Scott, dir. Jonel Perlea - Remington 1951
- Manon (DVD, in ital.), amb Rosanna Carteri, Afro Poli, dir. Vittorio Gui - video-Rai 1952 ed. VAI/GOP (solo audio)
- La rondine, amb Eva de Luca, Ornella Rovero, Vladimiro Pagano, dir. Federico Del Cupolo - HMV 1953
- Amelia al ballo, amb Margherita Carosio, Rolando Panerai, Maria Amadini, dir. Nino Sanzogno - HMV 1953-54
- Il tabarro, amb Tito Gobbi, Margaret Mas, Miriam Pirazzini, Piero De Palma, dir. Vincenzo Bellezza - HMV 1955
- Mefistofele, amb Boris Christoff, Orietta Moscucci, dir. [ ed. Encore/GOP (solo audio)

Enregistraments en directe

- Rèquiem, amb Renata Tebaldi, Cloe Elmo, Cesare Siepi, dir. Arturo Toscanini - La Scala 1950 ed. IDIS
- Messa di requiem, amb Renata Tebaldi, Nell Rankin, Nicola Rossi-Lemeni, dir. Victor de Sabata - La Scala 1951 Decca
- La traviata, amb Licia Albanese, Renato Capecchi, dir. Fausto Cleva - Met 1951 ed. Lyric Distribution
- La traviata, amb Lina Pagliughi, Paolo Silveri, dir. Mario Rossi - Milano-Rai 1951 ed. Lyric Distribution
- La traviata, amb Renata Tebaldi, Gino Orlandini, dir. Carlo Maria Giulini - Milano-Rai 1952 ed. Stradivarius
- Rigoletto, amb Giuseppe Taddei, Agnes Ayres, Giulio Neri, dir. Mario Rossi - Milano-Rai 1952 ed. Lyric Distribution
- La traviata, amb Renata Tebaldi, Carlo Tagliabue, dir. Tullio Serafin - Napoli 1954 ed. Bongiovanni/Archipel
- La traviata, amb Licia Albanese, Ettore Bastianini, dir. Alberto Erede - Met 1955 ed. Lyric Distribution
- La fiamma, amb Anna Moffo, Lucia Danieli, Carlo Tagliabue, dir. Francesco Molinari Pradelli - Rai-Milano 1955 ed. GOP
- Lucia di Lammermoor, amb Leyla Gencer, Nino Carta, Antonio Massaria, dir. Oliviero De Fabritiis - Trieste 1957 ed. Melodram/Bongiovanni/Opera Lovers
- La guerra, amb Magda Olivero, Nicoletta Panni, Walter Alberti, dir. Massimo Freccia - Rai-Roma 1960 ed. Eklipse
- La Wally, amb Renata Tebaldi, Dino Dondi, Silvio Majonica, Jolanda Gardino, dir. Arturo Basile - Rai-Roma 1960 Cetra
- Gunther von Schwarzburg (en italià), amb Anna Moffo, Luigi Infantino, Orietta Moscucci, dir. Oliviero De Fabritiis - Rai-Roma 1960 Myto